# Bliesgau

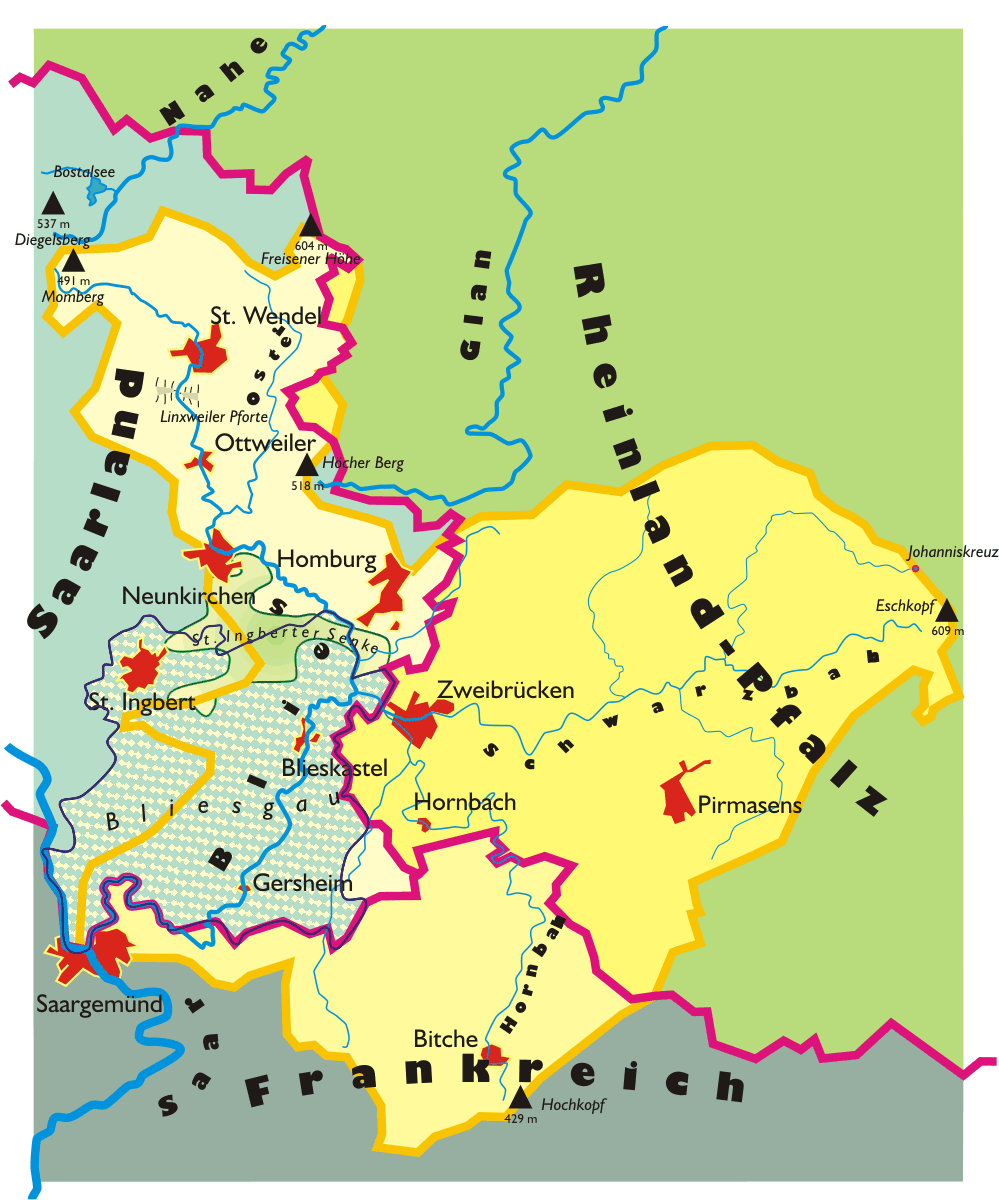
Mapa del Bliesgau

El Bliesgau es un antiguo distrito del Sarre en Alemania. Recibe su nombre por el río Blies, un afluente del río Sarre, y queda cerca de la frontera con Francia. Blieskastel es la principal ciudad del distrito. Otras ciudades de la zona son Gersheim y Mandelbachtal. La región forma parte de una zona geológica más amplia, Muschelkalk. 
Históricamente el distrito está documentado por vez primera en el siglo X cuando formaba parte de las tierras del obispado de Metz, junto con el vecino Sankt Ingbert. Fue gobernado por los condes de Bleisgau.